# Vassil Bykov
Pour les articles homonymes, voir Bykov.
Vassil Bykov, (en biélorusse : Васіль Уладзіміравіч Быкаў, Vassil Ouladzimiravitch Bykaw ; en russe : Василий Владимирович Быков, Vassili Vladimirovitch Bykov) est un écrivain, scénariste et journaliste soviétique puis biélorusse né le 19 juin 1924 à Bytchki, village du raïon d'Ouchatchy, et mort le 22 juin 2003 à Minsk. Il est surtout connu pour ses œuvres sur la Seconde Guerre mondiale.

## Biographie
Né en 1924 dans le village de Bytchki, non loin de Vitebsk, Vassil Bykov étudie à l'école artistique de Vitebsk en 1939-1940. En 1941, il se trouve en Ukraine lorsque l'Allemagne nazie envahit l'Union soviétique. À 17 ans, il s'engage comme volontaire dans l'Armée rouge : il combat sur le front en Roumanie, en Bulgarie, en Yougoslavie, en Hongrie et en Autriche. Après plusieurs années dans l'armée, il ne retourne en URSS que dans les années 1950. Il commence alors à travailler à Hrodna en tant que journaliste au sein de la Pravda, l'organe officiel du parti communiste de l'Union soviétique.
Après un second passage dans l'armée entre 1949 et 1955, il devient réserviste et se consacre de nouveau au journalisme. En parallèle de ses activités de reporter, il commence à publier à un rythme régulier des récits, de courts romans et des nouvelles. À partir de 1963, il signe des scénarios adaptant ses propres romans au cinéma.
En 1978, il déménage à Minsk. La même année, il est député au soviet suprême de la république socialiste soviétique de Biélorussie, fonction qu'il exerce jusqu'en 1980.
En 1987, il publie Dans le brouillard (В тумане, V toumané), son roman le plus connu, qui sera adapté à la télévision russe en 1992. Sergueï Loznitsa en tirera en 2012 le film Dans la brume, sélectionné en compétition officielle au festival de Cannes, où il remportera le prix FIPRESCI.
En 1989, Vassil Bykov rejoint le Front populaire biélorusse, puis, de 1990 à 1993, il préside l'Association mondiale des Biélorusses (Batskawchtchyna). Ses dernières années sont marquées par une série d'expatriations : en 1998, il émigre en Finlande, puis vit en Allemagne, avant de rentrer en Biélorussie en 2000. Il y vit néanmoins dans des conditions difficiles. Par la suite, il s'installe brièvement en République tchèque, mais finit par regagner son pays.
Hors des frontières de la Biélorussie, Vassil Bykov est l'un des auteurs biélorusses les plus lus. À l'époque de l'Union soviétique, ses œuvres ont été traduites dans la plupart des langues.

## Œuvre

### Romans, récits
- (ru) Журавлиный крик [« Cri de grue »],‎ 1959
- (ru) Здрада [« Trahison »],‎ 1961
- (ru) Трэцяя ракета,‎ 1962 Publié en français sous le titre La Troisième Fusée, dans le volume La Ballade des Alpes, traduit par Dora Sanadze et Marc Raïski sous la direction d'Antoinette Mazz, Moscou, Éditions du progrès, 1967 (OCLC 493338383)
- (ru) Западня [« Piège »],‎ 1962
- (ru) Альпийская баллада,‎ 1963 Publié en français sous le titre La Ballade des Alpes suivi de La Troisième Fusée et de La Malédiction, traduit par Dora Sanadze et Marc Raïski sous la direction d'Antoinette Mazz, Moscou, Éditions du progrès, 1967 (OCLC 493338383)
- (ru) Мёртвым не больно,‎ 1965 Publié en français sous le titre Les morts n'ont plus mal, traduit par Frédérique Longueville-Pujol, Paris, Temps actuels, coll. « Lettres soviétiques d'aujourd'hui », 1983  (ISBN 2-201-01647-X)
- (ru) Праклятая вышыня [« Maudite hauteur »],‎ 1968
- (ru) Круглянский мост [« Le pont de Krougliani »],‎ 1968
- (ru) Сотников [« Sotnikov »],‎ 1970 Traduit par Bernadette Du Crest, Paris, Albin Michel, coll. « Les grandes traductions. Domaine russe », 1974  (ISBN 2-226-00113-1)
- (ru) Обелиск [« Obélisque »],‎ 1971
- (ru) Дожить до рассвета [« Vivre jusqu'à l'aube »],‎ 1972
- (ru) Волчья стая [« Meute de loups »],‎ 1974
- (ru) Его батальон [« Son bataillon »],‎ 1975
- (ru) Пойти и не вернуться [« Va et ne reviens jamais »],‎ 1978
- (ru) Знак бяды,‎ 1982 Publié en français sous le titre Le Signe du malheur, traduit par Dora Sanadzé avec la collaboration de Richard Roy, Paris, Librairie du globe, coll. « Littératures soviétiques », 1989  (ISBN 5-05-002361-0)
- (ru) Облава,‎ 1986 Publié en français sous le titre La Traque, traduit par Simone Luciani, Paris, Albin Michel, coll. « Les grandes traductions. Domaine russe », 1993  (ISBN 2-226-05945-8)
- (ru) Карьер [« Carrière »],‎ 1986
- (ru) В тумане,‎ 1987 Publié en français sous le titre Dans le brouillard, traduit par Simone Luciani, Paris, Albin Michel, coll. « Les grandes traductions. Domaine russe », 1989  (ISBN 2-226-03803-5)
- (ru) Блиндаж [« L'abri »],‎ 1987, édition de la version intégrale en 2007
- (ru) Стужа [« Froid »],‎ 1991
- (ru) Полюби меня, солдатик [« Aime-moi, soldat »],‎ 1996
- (ru) Афганец [« Afghan »],‎ 1998
- (ru) Волчья яма [« Piège du loup »],‎ 1999
- (ru) Пасхальное яичко [« Œuf de Pâques »],‎ 2000
- (ru) Болото [« Marais »],‎ 2001
- (ru) Долгая дорога домой [« Long chemin du retour »],‎ 2002

### Nouvelles
- (be) Эстафета [« Relais »],‎ 1959
- (be) Адна ноч [« Une nuit »],‎ 1965
- (be) Байкі жыцьця [« Combats de la vie »]
- (be) Вуціны статак [« Troupe de canards »]
- (be) Кошка і мышка [« Le chat et la souris »]
- (be) Круты бераг ракі
- (be) Маленькая чырвоная кветачка [« Petite fleur rouge »]
- (be) Мурашкі [« Fourmis »]
- (be) На балотнай сьцяжыне [« Sur le sentier du marais »]
- (be) На сцяжыне жыцця [« Sur le chemin de la vie »]
- (be) Незагойная рана [« Plaie ouverte »]
- (be) Пахаджане
- (be) Салдацкі лёс [« Destin du soldat »]
- (be) Сваякi [« Famille »]
- (be) Хутаранцы [« Les Agriculteurs »]

### Anthologie de nouvelles traduites en français
- Le Menu Sable jaune, traduit par Ève Sorin, Paris, L'Harmattan, coll. « Biélorussie », 2003  (ISBN 2-7475-4848-1)

## Adaptations

### Cinéma
- 1963 : Tretia raketa, film soviétique réalisé par Richard Viktorov, adaptation par Vassil Bykov de son roman La Troisième Fusée
- 1965 : Alpiskaïa ballada, film soviétique réalisé par Boris Stepanov (ru), adaptation par Vassil Bykov de son roman La Ballade des Alpes
- 1975 : Voltchia staïa, film soviétique réalisé par Boris Stepanov (ru), adaptation du roman Meute de loups
- 1977 : Dojit do rassveta, film soviétique réalisé par Viktor Sokolov (ru) et Mikhaïl Ierchov (ru), adaptation par Vassil Bykov de son roman Vivre jusqu'à l'aube
- 1977 : L'Ascension (Восхождение), film soviétique réalisé par Larissa Chepitko, adaptation du roman Sotnikov
- 1978 : Obelisk (Обелиск), film soviétique réalisé par Richard Viktorov, adaptation par Vassil Bykov de son roman éponyme
- 1986 : Okruchy wojny, film polonais réalisé par Andrzej Barszczyński (en) et Jan Chodkiewicz, adaptation des romans La Troisième Fusée et Le Pont de Krougliani
- 2012 : Dans la brume (В тумане, V toumané), film russe, réalisé par Sergueï Loznitsa, adaptation du récit éponyme

### Télévision
- 1982 : Dolguié viorsty voïny téléfilm russe réalisé par Alexandre Karpov (ru), scénario original de Vassil Bykov
- 1992 : V toumané, téléfilm russe réalisé par Sergueï Linkov (ru), d'après le récit éponyme